# Orchestral Manoeuvres in the Dark (album)
"Orchestral Manoeuvres in the Dark" – debiutancki album studyjny angielskiego zespołu OMD, wyprodukowany przez Chestera Valentino i wydany 22 lutego 1980.

## Lista utworów
1. "Bunker Soldiers" − 2:50
2. "Almost" − 3:40
3. "Mystereality" − 2:42
4. "Electricity" − 3:32
5. "The Messerschmitt Twins" − 5:38
6. "Messages" − 4:06
7. "Julia's Song" − 4:39
8. "Red Frame/White Light" − 3:10
9. "Dancing" − 2:58
10. "Pretending to See the Future" − 3:45